# Josef Mengele
Josef Mengele (n. 16 martie 1911, Günzburg, Imperiul German – d. 7 februarie 1979, Bertioga, São Paulo, Brazilia), supranumit „Îngerul Morții”, a fost un medic german care, în calitate de căpitan SS, a inițiat și condus odioasele „selecții” ale evreilor deportați din toată Europa pentru exterminarea (Endlösung der Judenfrage) lor de la Auschwitz-Birkenau. A efectuat experimente inumane pe deportați, mai ales pe cupluri de gemeni.
La 17 ianuarie 1945, Mengele și-a recuperat notițele despre cercetările sale și a fugit în Argentina, care a respins cererile de extrădare formulate de Germania Federală. În 1959 a plecat în Paraguay, apoi în Brazilia. Declarat unul dintre cei mai mari criminali de război, a fost „vânat” sistematic, dar nu a fost prins niciodată. Un cadavru exhumat în 1985, în Brazilia, a fost identificat ca fiind cel al lui Mengele, anul morții fiind stabilit cu aproximație, 1979.

## Copilăria, educația și cariera
Mengele s-a născut în Günzburg, Bavaria, și a fost primul fiu al părinților săi Karl (1881-1959) și Walburga (decedată în 1946). A avut doi frați mai mici Karl (1912-1949) și Alois (1914-1974). Familia Mengele a fost proprietara unei companii constructoare de mașini agricole, Mengele Agrartechnik, cu sediul în Günzburg, intrată după anii 1980, succesiv, în proprietatea altor două companii de profil.
În 1930, Mengele a terminat liceul și a luat bacalaureatul cu note remarcabile, cu care a fost admis la Universitatea din München. A studiat medicina și antropologia la München, Bonn și Viena, luându-și în 1935 doctoratul în antropologie cu o lucrare despre diferența rasială în structura maxilarului inferior, supravegheată de profesorul Theodor Mollison. După examen a plecat la Frankfurt, pe post de asistent al lui Otmar von Verschuer la „Institutul pentru Biologie Ereditară și Igiena Rasială”. Aici și-a luat în 1938 doctoratul în medicină cu o lucrare tot despre maxilare și buze. Aderarea la ideologia rasială a naziștilor era deja evidentă. În 1964, universitățile „Ludwig Maximilians” din München și „Johann Wolfgang Goethe” din Frankfurt i-au revocat diplomele.
În 1931, la vârsta de 20 de ani, a intrat în organizațiile naționaliste Stahlhelm (Casca de oțel), Bund der Frontsoldaten (Liga Soldaților Combatanți pe Front). Această organizație a fost încorporată în organizația paramilitară a partidului nazist, SA, în 1933; Mengele s-a desprins la scurt timp scuzându-se cu probleme de sănătate. A cerut să fie membru al partidului nazist în 1937, iar în 1938 a devenit membru SS. În 1939 s-a căsătorit cu prima soție, Irene Schönbein, cu care a avut un fiu pe nume Rolf. În 1940 a activat ca medic militar în forța armată a SS-lui, Waffen-SS, în divizia multinațională SS Wiking. În 1942 a fost rănit pe frontul de est, în URSS, și a fost declarat inapt de luptă și promovat la gradul de Hauptsturmführer-SS (căpitan).
În perioada în care a activat pe frontul de Est (1941-1942) a primit două medalii pentru curaj în luptă.

## Mengele la Auschwitz-Birkenau
În 1943 a fost trimis în complexul de lagăre de concentrare nazist din Auschwitz, Silezia, pentru a înlocui un medic care era bolnav. La 24 mai 1943 a devenit medic militar al așa-zisului „lagăr al țiganilor” din centrul concentraționar Auschwitz-Birkenau. În august 1944 acest lagăr a fost închis și toți prizonierii gazați. Mengele a devenit apoi ofițerul-șef al medicilor de la Birkenau, însă nu și la Auschwitz, unde șef era Eduard Wirths.
Mengele și-a primit reputația de „înger al morții” ca urmare a celor 21 de luni petrecute la Auschwitz, în cursul cărora a desfășurat o activitate ce nu avea nimic în comun cu munca unui medic obișnuit. Scopul principal al lagărului era exterminarea deținuților. Mengele făcea frecvent parte din echipa de medici care făcea „selecția”, adică hotăra la sosirea prizonierilor în lagăr cine să fie reținut pentru muncă și cine să fie trimis direct în camerele de gazare.
Mengele a profitat de ocazia de a-și continua studiile asupra eredității, folosind deținuții drept cobai. Era interesat îndeosebi de gemeni. Începând cu anul 1943, gemenii erau selectați și puși în barăci speciale. A studiat și o boală numită Noma, care îi afecta în special pe copiii de romi din lagăr. Deși Noma e o boală bacteriană ce afectează copiii suferinzi de malnutriție și stres, a încercat să demonstreze că principala cauză era pretinsa lor „inferioritate rasială”.
Experimentele lui Mengele aveau valoare științifică dubioasă. Printre ele se numărau injectarea unor substanțe chimice direct în ochii copiilor în încercarea de a le schimba culoarea, diverse amputări de membre și alte operații brutale și cel puțin o tentativă de a transforma o pereche de gemeni în „siamezi” prin sutura venelor lor. Operația a eșuat, rezultând infectarea gravă a mâinilor copiilor în cauză. Un alt experiment monstruos a fost introducerea deținuților în cazane cu apă fierbinte pentru a vedea până la ce temperatură rezistă omul înainte să moară.
Conform depoziției unei foste lucrătoare din lagăr, Mengele a făcut experimente și pe femei, mai ales în octombrie 1943. Femeile selectate credeau că vor fi scutite de o zi grea de muncă, dar în realitate erau supuse unor proceduri de sterilizare și șocuri electrice. Unele mureau la scurt timp după aceea, altele mai târziu din cauza unor infecții grave.
Mengele s-a interesat și de pitici, odată cu sosirea familiei Ovitz, o familie de artiști de circ români. Erau în număr de 10, dintre care 7 erau scunzi. Îi numea adesea „familia mea de pitici”. Pentru el, aceștia reprezentau o ilustrare perfectă a anormalului.
Subiecții cercetărilor lui Mengele aveau condiții de viață mult mai bune decât restul deținuților. Dar medicul nu îi considera ființe umane, ci material pentru experimentele lui. Nu ezita niciodată să îi ucidă doar în vederea efectuării unei disecții.

## După război
Mengele a părăsit Auschwitz-ul și a plecat la Gross-Rosen. În aprilie 1945 a fugit, dar a fost capturat și deținut la Nürnberg. A fost eliberat de aliați, care nu îi cunoșteau identitatea. După ce a stat ascuns la o fermă din Bavaria, Mengele a plecat în 1949 în Argentina, unde s-au refugiat și alți naziști. A divorțat de Irene și în 1958 s-a căsătorit cu văduva fratelui său Karl, Martha. Ea și fiul ei s-au mutat în Argentina pentru a fi împreună cu Mengele.
Familia de acasă îl susținea financiar, încât a devenit mai prosper în 1950. În 1959 a zburat la Altos, Paraguay, deoarece adresa i-a fost descoperită. Martha nu s-a putut adapta la noul mediu de viață și s-a întors în Europa cu fiul ei. Mengele s-a mutat la Embu, un oraș mic în apropiere de Sao Paulo, Brazilia, unde a trăit până la moartea lui din 1979, când a suferit un atac de cord în timp ce înota în Bertioga, Brazilia, și s-a înecat. A fost înmormântat în Embu sub identitate falsă, cu numele Wolfgang Gerhard.
În ciuda faptului că a fost căutat pe plan internațional, nu s-a reușit capturarea lui. A trăit 35 de ani cu identități false. Abia în 1992 medicii legiști au reușit să confirme identitatea lui cu ajutorul testelor ADN.
85 de scrisori și câteva jurnale ale lui Mengele au fost descoperite în 2004. Conținutul nu a fost dat publicității. Este cunoscut faptul că Mengele a negat crimele sale de război în fața fiului său Rolf.